# Korsørs amt
Korsørs amt (danska: Korsør Amt) var ett amt i östra Danmark. Amtet omfattade Slagelse härad på den västra delen av ön Själland. Utöver residensstaden Slagelse, omfattade det även staden Korsør.

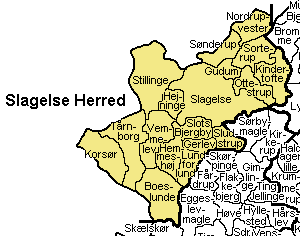
Karta över Slagelse härad, som mellan 1662 och 1798 utgjorde Korsørs amt.

## Administrativ historik
Korsørs amt bildades när Danmarks län ersattes av amt 1662 och ersatte då det dåvarande slottslänet Korsørs län.
Amtet upphörde 1798, då det, tillsammans med Antvorskovs amt, gick upp i Sorø amt, som sedan i sin tur till större delen blev en del av Vestsjællands amt i samband med kommunreformen 1970. Sedan kommunreformen 2007 tillhör området Region Själland.